# Tillandsia acuminata
Espèce
Classification phylogénétique
Tillandsia acuminata est une espèce de plantes à fleurs de la famille des Bromeliaceae trouvée en Amérique du Sud.
L'épithète acuminata, qui signifie « acuminée » c'est-à-dire se terminant brutalement en pointe plus ou moins allongée, est une référence aux pointes foliaires.

## Protologue et Type nomenclatural
Tillandsia acuminata L.B.Sm., in Contr. U.S. Natl. Herb. 29: 434, fig. 41a-c (1951)
Diagnose originale :
« A T. rubella Baker, cui affinis, foliis majoribus, ad apicem versus acuminatis, inflorescentia ample tripinnatim paniculata, bracteis florigeris laevibus differt. »
Type :
- leg. M.B. & R. Foster & E. Smith, n° 1402, 1946-08-03 ; « rain forest in the mountains above Hiacenda Cincinnati, Santa Marta, Department of Magdalena, Colombia, altitude 2100 m »[1] ; Holotypus GH (Gray Herbarium) (GH 29396)
- leg. M.B. & R. Foster & E. Smith, n° 1406, 1946-08-03 ; Syntypus GH (Gray Herbarium) (GH 29396)

## Description
Tillandsia acuminata est une plante vivace herbacée, épiphyte, de grande taille, atteignant 1,50 à 2 m de haut lors de la floraison.

## Distribution et habitat

### Distribution
L'espèce se rencontre en à proximité de Magdalena en Colombie, en Équateur et en Bolivie.

### Habitat
L'espèce se rencontre dans les forêts pluviales vers 2 100 mètres d'altitude.

## Comportement en culture
Tillandsia acuminata semble rarissime, sinon inconnue, en culture. Les indications données dans Roguenant (température modérée, mi-ombre et humidité modérée) semblent déduites de l'habitat d'origine de la plante (forêts de montagne), plus que de l'expérience de la plante elle-même.